# Province de Vilcas Huamán
La province de Vilcas Huamán (en espagnol : Provincia de Vilcas Huamán) est l'une des onze provinces de la région d'Ayacucho, au sud du Pérou. Son chef-lieu est la ville de Vilcashuaman.

## Géographie
La province couvre une superficie de 1 178,16 km2. Elle est limitée au nord par la province de Huamanga, à l'est par la région d'Apurímac, au sud par la province de Sucre et à l'ouest par la province de Victor Fajardo et la province de Cangallo.

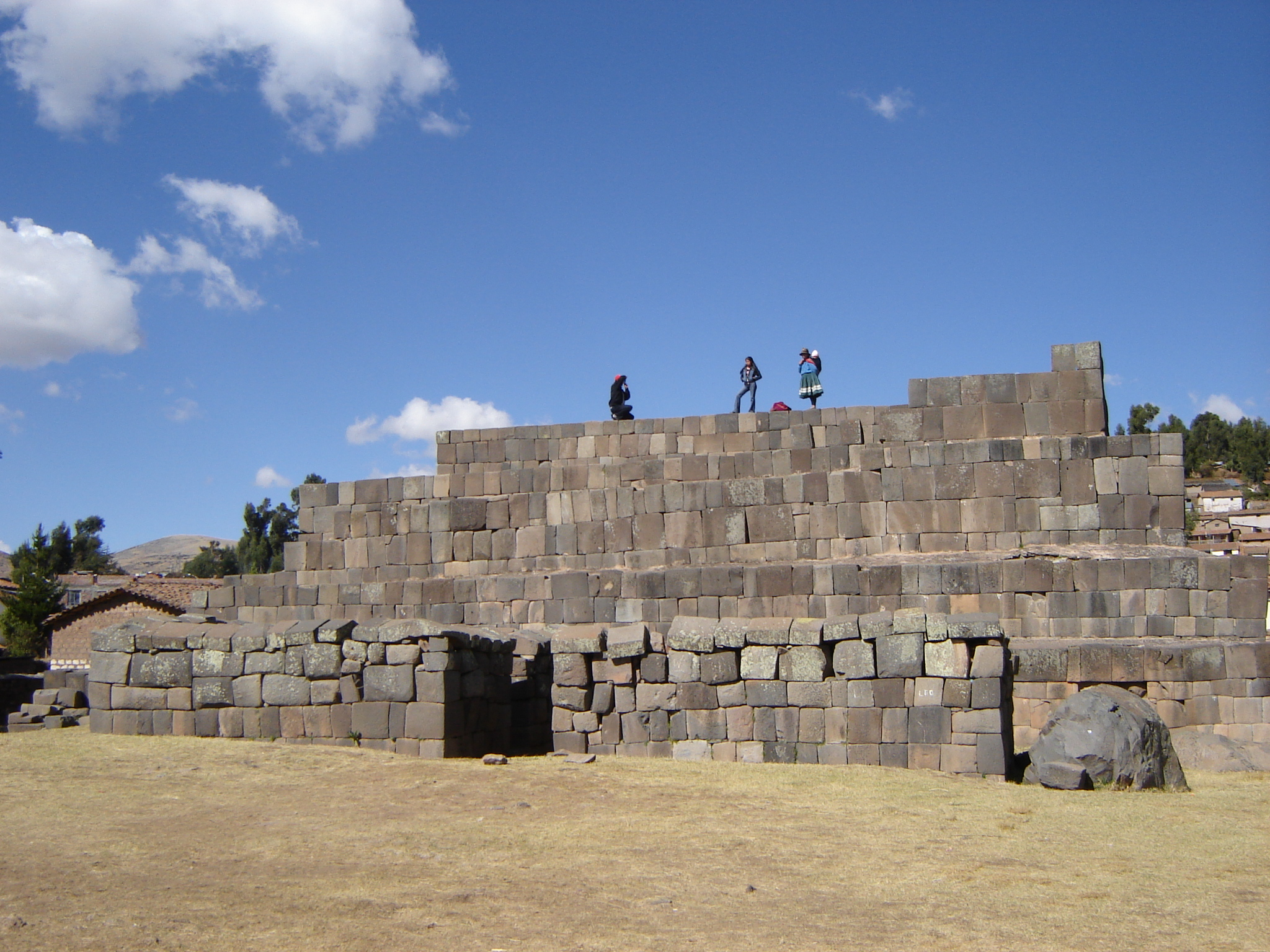
Vilcashuaman ushno (pyramide inca).

## Population
La population de la province s'élevait à 27 247 habitants en 2005.

## Subdivisions
La province de Vilcas Huamán est divisée en huit districts :
- Accomarca
- Carhuanca
- Concepción
- Huambalpa
- Independencia
- Saurama
- Vilcashuamán
- Vischongo